# George Mraz
George Mraz nato Jiří Mráz (Písek, 9 settembre 1944 – 16 settembre 2021) è stato un contrabbassista e sassofonista ceco naturalizzato statunitense.
È stato membro del gruppo di Oscar Peterson, e ha anche lavorato con Pepper Adams, Stan Getz, Michel Petrucciani, Stéphane Grappelli, Tommy Flanagan, Jimmy Raney, Chet Baker e molti altri importanti jazzisti. Ha anche affiancato Joe Lovano, Hank Jones, e Paul Motian nei dischi a nome di Lovano, I'm All For You e Joyous Encounters.
Negli anni settanta è stato membro del New York Jazz Quartet e della Thad Jones/Mel Lewis Orchestra, e, durante gli anni ottanta, del gruppo Quest.

## Discografia
- 1992 - Catching Up
- 1995 - Jazz con Richie Beirach, Billy Hart, Larry Willis, Rich Perry
- 1995 - My Foolish Heart con Richie Beirach, Billy Hart
- 1997 - Bottom Lines con Cyrus Chestnut, Al Foster, Rich Perry
- 1999 - Duke's Place con Renee Rosnes, Billy Drummond, Cyrus Chestnut
- 2002 - Morava con Billy Hart, Emil Viklicky, Zuzana Lapčíková
- 2007 - Moravian Gems con Iva Bittova, Emil Viklicky, Laco Tropp